# Joachim Friedrich von Flemming
Joachim Friedrich Reichsgraf von Flemming (* 27. August 1665 in Hoff; † 12. Oktober 1740 in Leipzig) war kursächsischer Kammerherr, General der Kavallerie und Gouverneur von Leipzig.

## Familie
Joachim Friedrich von Flemming entstammte dem hinterpommerschen Uradelsgeschlecht Flemming. Er war der Sohn des kurbrandenburgischen Geheimen Rats und Präsidenten des hinterpommerschen Hofgerichts Georg Caspar von Flemming (1630–1703), der sich beim Kaiser am 16. November 1700 für sich und seinen Bruder bei der Erhebung zum Reichsgrafen den von seinen Vorfahren geführten Grafenstandes mit der Anrede „Hoch- und Wohlgeboren“ bestätigen ließ. Flemmings Onkel, der Bruder seines Vaters, war Heino Heinrich von Flemming, kursächsischer und ab 1690 kurbrandenburgischer Feldmarschall.
Flemmings Brüder waren der kursächsische Generalfeldmarschall, Geheime Rat und Kabinettsminister Jacob Heinrich von Flemming sowie der kursächsische Generalleutnant Bogislaw Bodo von Flemming. Seit 1695 übten sie das brandenburgische Hofamt eines Erblandmarschalls von Hinterpommern aus, das der Familie im 14. Jahrhundert übertragen worden war.
Flemming heiratete 1696 Charlotte Cristiane von Watzdorff († 1738), verwitwete von Vitzthum und Schwester des Kabinettsministers von Watzdorff. Das Paar hatte einen Sohn und zwei Töchter:
- Georg Friedrich (* 12. November 1697; † Jung)
- Christiane Friederike Henriette (* 25. September 1709; † 24. März 1730) ⚭ 1735 Moritz Karl zu Lynar (* 14. Februar 1702; † 24. April 1768)
- Eva Charlotte Friederike (* 25. März 1704 † 21. November 1758) ⚭ Graf Johann George von Einsiedel (* 24. Mai 1692; † 17. Januar 1760), kurfürstlicher Hofmarschall

Mit Joachim Friedrich von Flemming starb die Linie des pommerschen Geheimen Rates Joachim Friedrich von Flemming († 1637) im Mannesstamm aus.

## Leben
Flemming studierte drei Jahre zusammen mit seinen Brüdern in Frankfurt an der Oder. Bereits seit 1680 war er Numerum Canonicorum in Erzstift Magdeburg. Ab 1687 machte anschließend eine große Reise durch Deutschland, die Schweiz und Turin. Insgesamt ließ er sich in Turin eineinhalb Jahre in ritterlichen Künsten ausbilden. Danach durchstreifte er ganz Italien, die Schweiz und Frankreich. In Venedig traf er dabei den Kurprinzen von Sachsen. Er kam 1689 zurück und in Frankfurt am Main schloss er sich der kurfürstlichen Armee an und ging unter seinem Onkel Heino Heinrich in einen Feldzug. 1692 trat er mit bestem Zeugnis in die brandenburgische Garde ein und wurde etwas später dann Major im Regiment des Marquis de La Varenne. Im Jahr darauf 1693 ernannt ihm der Markgraf Karl Philipp zum Johanniter-Ritter. Der Kurfürst ernannt ihn Oberstleutnant der Garde und Flemming wurde mit einem Bataillon von 6.000 Mann gegen die Türken in Ungarn geschickt, wo er drei Jahre blieb.
1696 heiratete er Charlotte Cristiane von Watzdorff, verwitwete von Vitzthum. Sie bat ihn solange, den Kriegs- und Soldatenstand zu quittieren, bis er sich schließlich ins Privatleben zurückzog. Mit Genehmigung des Königs von Preußen, seines Landesherrn, wurde er zum kurfürstlich sächsischen Kammerherrn ernannt. 1698 gab er sein Bataillon an seinen Bruder Bogislaw Bodo ab.
Zu einem späteren Zeitpunkt wurde er nochmals zum Kommandeur eines Regiments im Range eines Generalmajors. 1700 musste er das Regiment wie alle Generäle abgeben. Aber 1701 warb er ein neues Regiment, das unter polnischen Sold erhielt, es stand bis 1732 in Elbing. Nach einiger Zeit gab er das Regiment an seinen Vetter Johann Georg ab und kehrte nach Sachsen zurück, wo er 1707 Generalleutnant wurde und zur Chevaliergarde kam. Ab 24. November 1714 wurde er der General der Kavallerie und im Jahr 1724 Gouverneur von Leipzig.
Johann Sebastian Bach schrieb 1731 Flemming zu Ehren die Geburtstagskantate So kämpfet nur, ihr muntern Töne (BWV Anh. 10) und 1739 die Huldigungskantate O angenehme Melodei (BWV 210a).
1738 starb seine Frau in Dresden, welche später in Hartha begraben wurde. Flemming starb 1740 und wurde in der Leipziger Paulinerkirche beigesetzt.